# Guiomys
Guiomys es un género extinto de mamífero roedor cavioideo, el cual vivió en la zona centro-oeste de la Patagonia en Argentina, a mediados del Mioceno. Guiomys es conocido a partir de fragmentos de la mandíbula y el maxilar con molares, y dientes posteriores aislados. Fue nombrado y descrito originalmente por María E. Pérez en 2010 y la especie tipo es Guiomys unica.